# Частота Найквиста
Частота Найквиста — в цифровой обработке сигналов частота, равная половине частоты дискретизации. Названа в честь Гарри Найквиста.
Из теоремы Котельникова следует, что точное восстановление аналогового сигнала после его дискретизации возможно только в том случае, если наивысшая частота в спектре аналогового сигнала {\displaystyle f_{m}} равна или меньше половине частоты дискретизации {\displaystyle f_{d}}: {\displaystyle f_{m}\leq f_{d}/2}. 
Спектр дискретного (дискретизированного) сигнала является периодическим с периодом, равным частоте дискретизации. Поэтому, если {\displaystyle f_{m}>f_{d}/2}, будет иметь место наложение парциальных (частичных) составляющих спектра, вызванных дискретизацией (явление, называемое алиасинг), и форма восстановленного сигнала будет искажена. Также для точного восстановления аналогового сигнала из дискретного необходимо наличие физически нереализуемого идеального фильтра нижних частот, неискажающего центральный парциальный спектр, но полностью подавляющий остальные парциальные составляющие спектра. Поэтому восстановление аналогового сигнала по дискретным значениям всегда сопровождается погрешностью.
Реальные сигналы конечной длительности всегда имеют бесконечно широкий спектр, более или менее быстро убывающий с ростом частоты. Поэтому   дискретизация сигналов всегда приводит к искажению формы сигнала после его восстановления по дискретным значениям при конечной частоте дискретизации. При выбранной частоте дискретизации искажение при восстановлении сигнала можно уменьшить сглаживанием исходного аналогового сигнала путём фильтрации самых верхних его частот. При этом такое сглаживание (англ. anti-aliasing) должно быть выполнено до дискретизации. Фильтры нижних частот, сглаживающие сигнал перед дискретизацией, называются антиалиасинговыми. Частота среза АЧХ фильтра устанавливается равной частоте Найквиста.
Практическая реализация антиалиасингового фильтра весьма сложна, так как амплитудно-частотные характеристики реальных фильтров имеют не прямоугольную, а гладкую форму, и образуется некоторая переходная полоса частот между полосой пропускания и полосой подавления. Поэтому частоту дискретизации выбирают с запасом, например, {\displaystyle f_{d}>3f_{m}} или {\displaystyle f_{d}=2,5...5~f_{m}}.